# موقف حرج (فلم)
موقف حرج (بالإنجليزية: Hot Seat) هو فيلم أكشن أمريكي لعام 2022، من إخراج وإنتاج جيمس كولين بريساك، تم طرح الفيلم في 1 يوليو 2022.

## ملخص
يُجبر مخترق حواسيب سابق على اقتحام منشأة بنكية شديدة الأهمية، بينما يسعى رجلًا آخر للتسلل داخل المبنى وإنقاذ الفتى الشاب من الموقف الحرج.

## روابط خارجية
- مقالات تستعمل روابط فنية بلا صلة مع ويكي بيانات